# La Vega (Cundinamarca)
Pour les articles homonymes, voir La Vega.
La Vega est une municipalité située dans le département de Cundinamarca, en Colombie.